# Spelobia bispina
Spelobia bispina är en tvåvingeart som beskrevs av Marshall 1985. Spelobia bispina ingår i släktet Spelobia och familjen hoppflugor. Arten är reproducerande i Sverige. Inga underarter finns listade i Catalogue of Life.